# Blaise Bassoleth
Blaise Bassoleth, né le 20 novembre 1920 à Réo (Haute-Volta) et mort le 24 décembre 1976 à Ouagadougou (Haute-Volta), est un homme politique franco-voltaïque.

## Biographie
Il est élu au Conseil de la République.
Il est membre de diverses organisations,.